# Eugenio Fernández de Alvarado
Luis Eugenio Fernández de Alvarado y Perales (Barbacoas, Provincia de Popayán, 6 de febrero de 1715-Poitiers, Francia, 2 de julio de 1780) fue un militar y noble criollo que desempeñó importantes cargos políticos y militares en diferentes territorios del Imperio español. Primer Marqués de Tabalosos.

## Biografía
Sus padres fueron el madrileño Eugenio Fernández de Alvarado y Colomo, Gobernador de Popayán y el Callao, y la limeña María Catalina de Perales y Hurtado, IV Condesa de Cartago. Hermano mayor de José Ignacio de Alvarado, rector de la Universidad de San Marcos.
Comenzó sus estudios en el Real Colegio de San Martín (1730), trasladado luego a España, se inició en la carrera militar siendo asignado al Regimiento de Infantería de Lombardía en Italia (1736), donde obtuvo dos años después el grado de capitán de granaderos. Tuvo destacada actuación en las campañas de Italia, durante la Guerra de Sucesión Austriaca, participando en las batallas de Campo Santo (1743), Velletri (1744), Plasencia y Tidone (1746); en los sitios de Tortona, Plasencia y Pizzighettone, y en los ataques a Pavía, Voltaggio, Codogno, Génova y las montañas de Turbia.
Ascendido a coronel (1750), fue investido con el hábito de caballero de la Orden de Santiago (1751). Se desempeñó como segundo comisario real en la cuestión limítrofe entre España y Portugal, que desembocó en la llamada Guerra Guaranítica y la posterior firma del Tratado de El Pardo (1754-1761). Promovido a la clase de brigadier, le tocó participar en el conflicto con Portugal conocido como la Guerra Fantástica (1762-1763), donde a la cabeza de una columna de 2.000 granaderos contribuyó al asalto y la rendición de las plazas de Chaves y Almeida, y luego tomó el mando de aquella, en la provincia de Trás-os-Montes.
Elevado al rango de mariscal de campo (1763), se desempeñó al año siguiente como gobernador de Zamora, pasando luego a la dirección del Real Seminario de Nobles de Madrid. Nombrado Gobernador de la plaza de Orán, en la actual Argelia, se le concedió el título nobiliario de Marqués de Tabalosos (5 de marzo de 1775) .
En noviembre de 1774 fue designado comandante general de Canarias y Presidente de la Real Audiencia de aquellas Islas. Llegó a las Palmas de Gran Canaria el 12 de agosto de 1775 para sustituir en el cargo a Miguel López Fernández de Heredia. Estando en Canarias, solicitó y obtuvo con éxito, el 16 de diciembre de 1774 la sucesión en el Condado de Cartago.
El marqués de Tabalosos llegó a Gran Canaria el 12 de agosto de 1775 mientras su mujer permanecía en Zamora. De su etapa en las islas sobresale la elaboración del documento El Plan Político donde recogía numerosos datos políticos, sociales y estadísticos el estado de las islas. En este se detallaban multitud de datos sobre agricultura, ganadería y artesanía y el recuerdo de un gobernante, interesado como no, en el comercio con las Indias. También confeccionó junto al capitán Sancho Figueroa un plano de la isla de Gran Canaria. Lamentablemente es muy escasa la información sobre su destino en Canarias. Ni siquiera en los archivos militares de Canarias [Archivo Intermedio Militar de Canarias] apenas se encuentran unas pocas referencias. Una de ellas es una comunicación de Tabalosos al conde de Ricla, Secretario de Guerra, sobre el abuso que hacían los coroneles en el conocimiento de las causas criminales y civiles de las milicias. Esta actuación para limitar los excesos le ocasionó una agria revuelta con los coroneles que veían como se les desposeía de la capacidad de dirimir en juicios responsabilidad que Tabalosos entendía que solo le competía a él.
Las reseñas sobre Tabalosos son muy frecuentes en Las Memorias. Tenerife en la segunda mitad del siglo XVIII de Lope Antonio de la Guerra y Peña. Desde lo más insignificante a los grandes problemas que tuvo en las Islas.
Tabalosos abandonó las islas Canarias en 1779 relevado por Joaquín Ibáñez Cuevas y de Valonga, barón de Eroles. Tras su salida se le pierde el rastro, y de forma inesperada aparece la nota de su fallecimiento en Poitiers, Francia, el 2 de julio de 1780. El motivo por el cual se encontraba en Francia lo relata el cronista Lope Antonio de la Guerra en sus Memorias. Lo que se desconocen son las causas de su fallecimiento. Para añadir más misterio a estas circunstancias su mujer fallece solo unos días más tarde, el 12 de julio del mismo año cuando solo contaba con 51 años. Relata Lope:

Solo sobrevivió ocho meses a su salida de estas Islas: en Madrid tuvo el disgusto de que no fue bien recivido, y se dixo que le havían condenado en 22.000 pesos por un decomiso que hizo a unos Malteses sobre lo que formaron recurso, y que tenía que devolver unas prendas, o su legítimo valor, las que por mano del Veedor Don Pedro Catalán havía tomado por mucho menos de su valor, que quedaron por bienes de Doña Antonia Rodríguez de la que se da alguna noticia al folio 188 de la 1.ª parte de estas memorias, y como, distintos a quines vinieron los Poderes para esta cobranza, se havían escusado, vino la Comisión al Comandante General, que practicó algunas diligencias, y no se saben sus resultas.
Lope Antonio de la Guerra

Tras su marcha se le pierde el rastro biográfico y, de forma inesperada, aparece la nota de su fallecimiento en Poitiers, Francia. El motivo por el cual se encontraba en Francia lo menciona Lope Antonio de la Guerra y Peña en sus Memorias. Lo que se desconoce son las causas de su fallecimiento, para añadir más misterio a estas circunstancias, su mujer fallece unos días más tarde, el 12 de julio del mismo año cuando solo contaba con cincuenta y un años.

El 24 de agosto, por una embarcación genovesa que llegó de Gran Canaria y que procedía de España, se supo que havía muerto el excelentísimo señor marqués de Tavalosos yendo a buscar a sus hijas que estaban en un colegio en París, después lo comunicó la Gazeta del 15 de septiembre que dio la noticia de su fallecimiento en los siguientes términos:

«El día 29 de junio último falleció en el lugar de Barre de Nintre en Francia a los 65 años de edad el excelentísimo señor don Eugenio Fernández de Alvarado Perales, Hurtado, Lerma caballero del Orden de Santiago, Teniente General de los Reales Exércitos, haviendo servido a Su Majestad por espacio de 52 años desde Alférez y Capitán de Infantería en las Tropas y Presidio del Callao, con cuyo grado se incorporó en el Regimiento de Lombardía, y siéndolo de Granaderos sirvió toda la Guerra de Italia hasta el año 48, y en el 53 pasó con el grado de coronel de Orden de Su Majestad al Orinoco y Guayana a comisiones de Real Servicio de la mayor confianza concluidas a satisfacción y restituido a Europa sirvió con el grado de brigadier de segundo comandante de Granadaeros provinciales en el Exército, que en el año 62 nombró su Majestad por Director de Real Seminario de Nobles, pasando de este destino a la Comandancia General de Orán, y últimamente a la de Canarias con la Presidencia de su Real Audiencia, cuyos importantes encargos, y otros de la mayor confianza desempeñó con la conducta, zelo y desinterés que son notorios.»
Lope Antonio de la Guerra

Y anota Lope de la Guerra:

Quisiera poder añadir algo a este elogio; pero sus operaciones en estas Islas no fueron bien vistas. Ya he dado noticia desde el folio ciento sesenta y cinco en la que doy de su llegada, de los sucesos más notables de su tiempo. En él fabricó un edificio para hospital a la entrada en el lugar de Santa Cruz, yendo de esta ciudad, que se acabó el año próximo pasado de 79. Para este decía que dedicaba tres reales que llevaba por sus firmas en las Dependencias y otros dineros que no havían llevado sus antecesores, con lo que eran gravosos más de lo regular los pleytos, y los pobres se veían sobrecargados, por lo que algunos le atribuían aquellos versos de don Juan de Iriarte, que están a la página doscientos veintiocho del tomo primero de sus obras sueltas que dicen:

«El Señor Don Juan de Robres, con caridad sin igual, hizo este santo Hospital. Y también hizo los Pobres.»

Solo sobrevivió ocho meses a su salida de estas Islas: en Madrid tuvo el disgusto de que no fue bien recivido, y se dixo que le havían condenado en 22.000 pesos por un decomiso que hizo a unos Malteses sobre lo que formaron recurso, y que tenía que devolver unas prendas, o su legítimo valor, las que por mano del Veedor don Pedro Catalán havía tomado por mucho menos de su valor, que quedaron por bienes de doña Antonia Rodríguez de la que se da alguna noticia al folio 188 de la 1.ª parte de estas memorias, y como, distintos a quienes vinieron los Poderes para esta cobranza, se havían escusado, vino la Comisión al comandante general, que practicó algunas diligencias, y no se saben sus resultas.
Lope Antonio de la Guerra

## Matrimonio y descendencia
Contrajo nupcias en Madrid (1762) con la portuense Ignacia de Lezo y Pacheco, hija del almirante Blas de Lezo, con la cual tuvo a:
- Josefa de Alvarado y Lezo, casada con Ramón del Águila y Corbalán, Marqués de Espeja.

| Predecesor: Vittorio Atendolo Bolognino       | Gobernador de Orán 1770 - 1774             | Sucesor: Pedro Martín Zermeño  |
| Predecesor: Miguel López Fernández de Heredia | Comandante general de Canarias 1775 - 1779 | Sucesor: Joaquín Ibáñez Cuevas |